# كيد دوربن
كيد دوربن (بالإنجليزية: Kid Durbin)‏ هو لاعب كرة قاعدة أمريكي، ولد في 10 سبتمبر 1886 في لامار في الولايات المتحدة، وتوفي في 11 سبتمبر 1943 في كيركوود في الولايات المتحدة.

## وصلات خارجية
- كيد دوربن على موقعبيزبول رفرنس.كوم (الدوري الرئيسي) (الإنجليزية)
- كيد دوربن على موقعبيزبول رفرنس.كوم (الدوري الثانوي) (الإنجليزية)